# Макговерн, Джерри
Джерри МакГоверн (англ. Gerry McGovern; род. 1956, Ковентри) — английский автомобильный дизайнер. Главный дизайнер Land Rover и Range Rover.

## Биография
После получения степени в области промышленного дизайна в Университете Ковентри, МакГоверн продолжил обучение в магистратуре Королевского колледжа искусств в Лондоне, специализируясь на автомобильном дизайне. Он начал свою карьеру в Chrysler в Великобритании, а затем в Детройте, затем вернулся в Великобританию в качестве старшего дизайнера Peugeot, а затем присоединился к Rover Group. В течение этого периода он был ведущим дизайнером популярного спортивного автомобиля Land Rover Freelander — бестселлера компактного внедорожника в Европе в течение 7 лет, а также руководил командой, создавшей Range Rover третьего поколения. Затем МакГоверн перешел в Ford Motor Company, чтобы возглавить и омолодить бренды Lincoln и Mercury, основав студии в Детройте и Ирвине, штат Калифорния. В этой роли он отвечал за несколько отмеченных наградами концептуальных автомобилей, которые сыграли ключевую роль в разработке соответствующей стратегии дизайна для современных автомобилей Lincoln. После чего, он вернулся в Великобританию, чтобы руководить дизайнерским консультированием в Лондоне, разрабатывая стратегии дизайна и коммуникации для нескольких автомобильных брендов.
МакГоверн вновь присоединился к Land Rover в 2004 году в качестве Директора по усовершенствованному дизайну и был назначен Директором по дизайну Land Rover в 2006 году. С тех пор он вырос до должности главного дизайнера, также он является исполнительным членом совета директоров Jaguar Land Rover.
В настоящее время он и его команда находятся в процессе создания целого нового поколения автомобилей Land Rover, переоценки бренда и использования устоявшегося наследия, чтобы сделать ассортимент продукции актуальным для 21-го века. Range Rover Evoque, разработанный на основе всемирно известного концептуального автомобиля LRX, стал первым полным проявлением стратегии дизайна МакГоверна со времён его возвращения из США. Этот автомобиль не только изменил судьбу бренда, но и помог осуществить культурные изменения в бизнесе, привнеся дизайн в суть бизнеса. Evoque — самый продаваемый Range Rover. За этим последовали совершенно новый Range Rover, который получил признание критиков в сентябре 2012 года, и совершенно новый Range Rover Sport, представленный в Нью-Йорке в марте 2013 года.
В 2014 году МакГоверн и его команда разработали основную концепцию Discovery Vision, которая была представлена одновременно в Нью-Йорке и Шанхае, а в 2015 году — Discovery Sport, стал первым членом нового семейства Discovery Land Rover, разработанного и спроектированного как самый универсальный в мире премиальный внедорожник компании. Второй член семейства Discovery, новый Discovery, был выпущен в 2016 году.
В 2017 году Range Rover Velar был представлен в Музее дизайна в Лондоне, привнося новое измерение гламура и элегантности в семью Range Rover. Разработанный, чтобы заполнить пустовавшее пространство между Range Rover Evoque и Range Rover Sport, это был новый тип Range Rover для нового типа клиентов. Результатом проделанной работы стала победа на World Car Designer of the Year в Нью-Йорке 2018 года. В том же году, МакГоверн получил признание от своих коллег на престижном международном фестивале автомобилей в Париже, где он был удостоен Гран-при за дизайн за вклад в автомобильный дизайн.
Совсем недавно Джерри МакГоверн представил новое поколение Range Rover Evoque глобальной аудитории в Лондоне. А также новое поколение Land Rover Defender на 10 сентября 2019 года на Франкфуртском автосалоне.

## Прочее
Страсть Джерри МакГоверна к дизайну простирается гораздо дальше, чем автомобильная промышленность; он авторитетный эксперт в современной архитектуре и мебели, а также коллекционер современного искусства. В октябре 2014 года он был объявлен приглашённым профессором в Королевском колледже искусств в Лондоне, продемонстрировав свою приверженность образованию в области дизайна. В 2016 году МакГоверн был награждён почетным званием доктора искусств Университета Ковентри. О награде сказал МакГоверн: «Путешествуя по миру, работая на высшем уровне в автомобильном дизайне, я никогда не забывал свои корни в Ковентри, так что, это большая честь быть удостоенным звания почетного доктора искусств Университета Ковентри. Это даёт мне чувство гордости от того, что меня узнают в городе, где я вырос, и мои родители были бы очень горды этим».